# Пясецкий, Гавриил Михайлович
Гаврии́л Миха́йлович Пясе́цкий (1838, Черниговская губерния — 1900, Орёл) — историк-краевед Орловской губернии, магистр богословия (1863), статский советник (1882), потомственный дворянин (1892).

## Биография
Родился 25 марта 1838 года в многодетной семье священника в селе Шатрищи (Черниговская губерния, ныне Ямпольский район Сумской области). Отец умер, когда Гавриилу было 15 лет, и он, будучи вторым в ряду из десяти детей, взял на себя все заботы о младших братьях и сёстрах.
Образование получил в Новгород-Северском духовном училище, Черниговской семинарии, Киевской духовной академии, где был одним из лучших учеников.
С 1863 года жил в Орле, где в духовной семинарии преподавал гражданскую историю и «связанные с ней предметы», в том числе географию.
Живя в Орле, Пясецкий привык к городу и полюбил его. Ему, историку, нетрудно было обнаружить почти полное отсутствие литературы об истории края. Этим он занялся и этому посвятил свою жизнь.(Из воспоминаний Л. В. Пясецкой, внучки краеведа.)
Первая большая публикация Гавриила Михайловича — «Материалы для истории Орловского края» — увидела свет в 1865 году. Всего же перу этого исследователя принадлежит около 100 работ. Основными направлениями его краеведческой деятельности были: история края, возникновение и развитие городов, история церквей и монастырей, общественное и церковное управление, быт и нравы жителей. Наиболее значительные из них посвящены Орлу, Брянску, Болхову, Кромам, Ельцу, Ливнам, Севску, Карачеву, истории епархии, описанию церквей. Его труды отличаются неизменной объективностью, документальностью, научностью. Всю первую половину XX века они были практически единственными доступными материалами истории края, а в дальнейшем послужили документальной базой работ краеведов Орловщины (см., например, Волков С. П., Рыжкин Г. В., Якубсон О. Л.). Труды Гавриила Михайловича и до сегодняшнего дня не потеряли своей ценности.
Г. М. Пясецкий принимал активное участие в культурной жизни Орловской губернии, в частности, поддерживая местных художников, например, академика Николая Лосева. Гавриил Михайлович также активно сотрудничал в Орловской губернской учёной архивной комиссии, членом которой состоял со времени её основания в 1884 году.

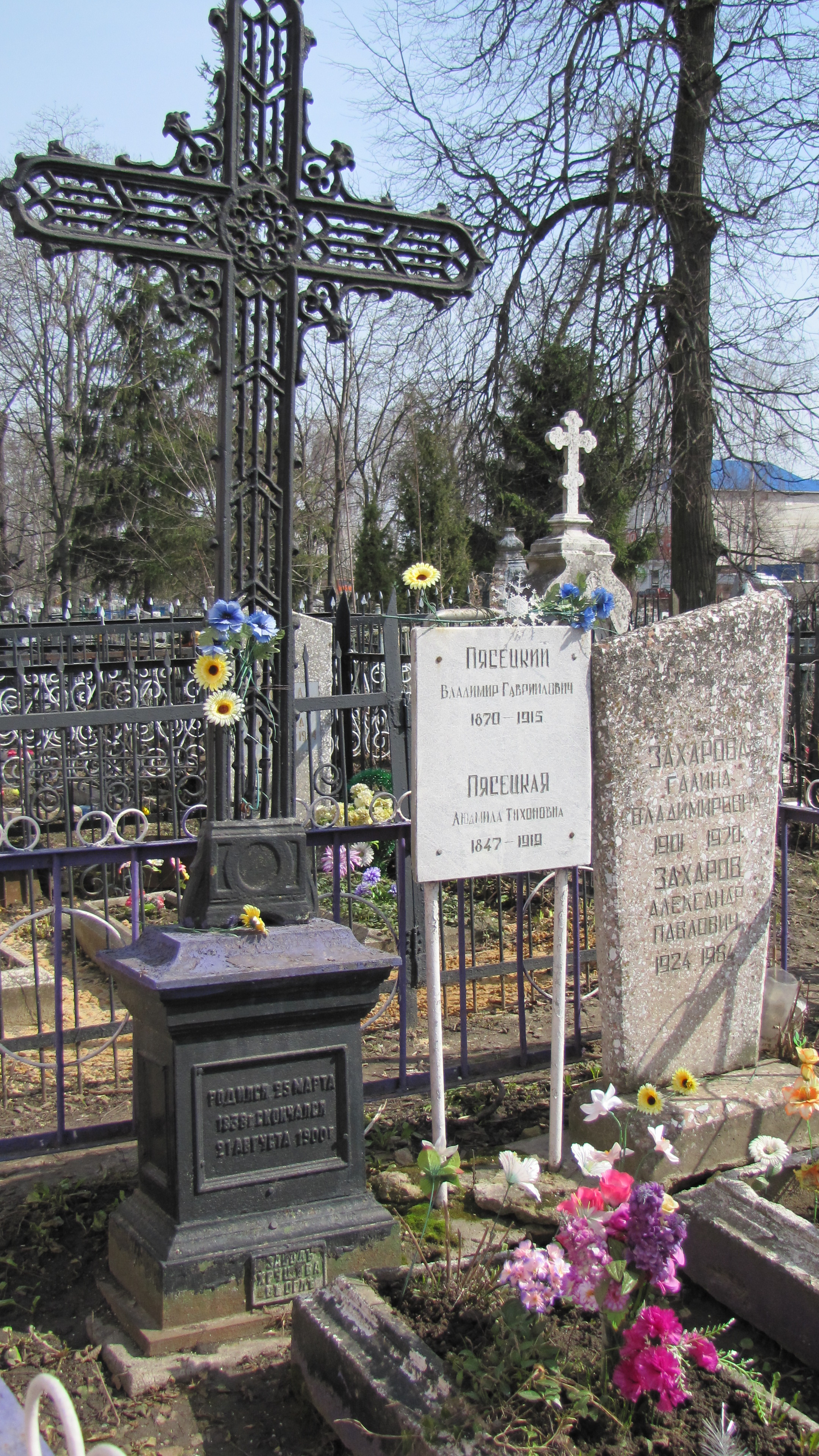
Могила Гавриила Пясецкого на Троицком кладбище г. Орла

Умер в Орле; похоронен на Троицком кладбище (могила сохранилась).
18 октября 1993 года имя Г. М. Пясецкого было присвоено одной из улиц Северного района города Орла.